# Kermansah
Kermansah (persa: کرمانشاه, Kermānshāh) és una ciutat de l'Iran, capital de la província de Kermansah, a l'oest del país, i del comtat de Kermansah. És a 120 km de la frontera amb Iraq. La ciutat tenia una població estimada de 765.075 habitants (2006). El comtat tenia 950.400 (2006) i estimada el 2010 de 965.665 habitants. La província té una població d'1.842.457 habitants (2006), que eren 1.778.596 al cens de 1996, i s'estimen en 842.457 habitants el 2010. La majoria de la població és kurda i parla kurd; els següents grups humans són els perses i els lurs; en religió, hi ha sunnites i xiïtes i minories Bahà'ís, catòlica armènia i d'altres. A partir del segle x, apareix el nom de Kirmanxahan al costat de Kirmanxah. Altres noms registrats pels geògrafs medievals són Kirmisin, Kirmasin, Karmasin, Karmaxin. És zona petroliera, i a la rodalia hi ha també marbre, pòrfir i cal. A 30 km a l'est, hi ha Bisutun, amb els famosos gravats anomenats inscripcions de Behistun. El clima és humit a l'estiu i fred a l'hivern.

## Història

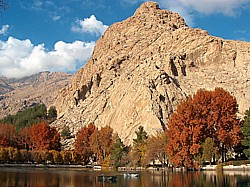
Llac Taq-e Bostan.

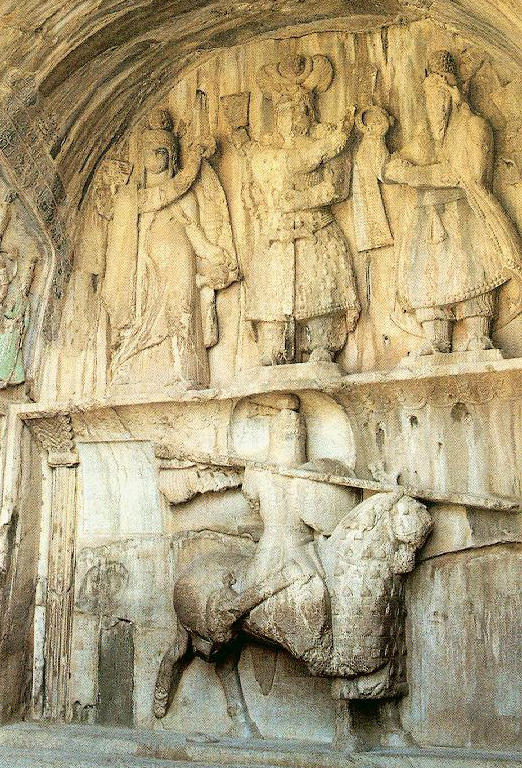
Gravats de Còsroes II.

Fou fundada a l'època sassànida per Bahram IV, i ha estat diverses vegades residència temporal de reis sassànides, i més tard d'algun califa (destacant Harun ar-Raixid) i el buwàyhida Àdud-ad-Dawla.
Els àrabs la van ocupar el 640 després d'entrar a Hulwan i fou inclosa a la província del Djibal, formant amb Dinawar la regió de Mah al-Kufa. Dinawar era la més important als primers segles de l'Islam. Ibn Hàwqal no l'esmenta entre les viles principals del Djibal i la descriu com un petit lloc agradable amb aigua abundant, arbres, fruits, pastures i ramats i un bon mercat. Però al segle ix va començar a agafar importància i formà, junt amb Hamadan, Rayy i Esfahan, el quartet de ciutats principals de la província, encara que a gran distància de les altres tres. Després dels abbàssides, van venir el buwàyhides i després va passar als hasanwàyhides, fins que finalment al segle xi va ser dominada pel seljúcides.
El 1197/1198, fou devastada pel general de Coràsmia, Miyadjuk. Després va passar als mongols, sota els quals el Djibal es va dividir en dues parts desiguals: la més gran a l'est, anomenada Iraq persa (Iraq Adjemi), i una més petita a l'oest, amb Kirmanxah i terres del Kurdistan. En aquest temps, va entrar en decadència per la disminució de producció que va acompanyar el domini mongol, i va quedar reduïda a un poble petit, segons diu Mustawfi en la primera meitat del segle xiv. Va restar sense cap rellevància al segle xv, però al segle xvi, amb els safàvides, les tribus kurdes van començar a adquirir autonomia i la ciutat va començar a ser un mercat amb els turcs. Les fonts pràcticament no l'esmenten (mentre citen governadors safàvides a Dinawar). El conflicte permanent amb els otomans va mantenir-ne la frontera inestable. Pel tractat de pau de 1590, Abbas I el Gran va cedir algunes províncies occidentals, incloent-hi Kirmanxah, a l'Imperi Otomà. Els perses la van recuperar en la campanya del 1602, i el 1603 la seva possessió va quedar confirmada. El 1630, una expedició otomana comandada per Gazi Ekrem Hüsrev Paixà va arribar a Kirmanxah i Hamadan, però quan finalment es va acordar la pau, el 1639, Kirmanxah va quedar dins de Pèrsia.
Durant el segle xvii, la família Zangana va adquirir molt de poder local i, a partir de llavors, va ocupar sovint el govern de Kirmanxah, que incloïa Sunkur i, en el regnat de Safi de Pèrsia (1629-1642), també els Kalhur. El xeic Ali Khan Zangana fou nomenat governador vers 1648; altres membres de la família ocuparen llocs destacats de la cort; Ali Beg Zangana fou amir akhur de Suleiman I de Pèrsia (1666-1694) i el seu fill Ali Khan Zangana va ocupar la mateixa posició que el pare, el govern de Kirmanxah i finalment fou imad-ad-dawla uns 15 anys (+ 1689/1690).
Amb la caiguda dels safàvides, els otomans van ocupar Kirmanxah el 1723; el governador suplent, Husayn Ali Beg, s'hi va sotmetre sense lluita. Per la pau de 1727, Kirmanxah, Hamadan, Sanandadj, Ardalan, Nihawand i altres poblacions foren cedides a l'Imperi Otomà a perpetuïtat. Nadir Xah (aleshores encara Nadir Kuli o Nadir Khan) va recuperar Kirmanxah el 1729 i va retornar a Pèrsia formalment per la pau de 1732. Mesos després, els otomans la tornaven a ocupar, però Nadir va anar a assetjar-la i els otomans se'n van retirar (1733). Els Zangana continuaven mantenint gran influència local. El 1743/1744, Ibrahim Khan ibn Zahir al-Dawla Zangana va ser nomenat sipahsalar de Kurdistan i Luristan. A la mort de Nadir, el seu governador a la ciutat, Mirza Muhammad Taki, va donar suport a Adil Xah (nebot de Nadir) contra el seu germà Ibrahim. Aquest darrer va enviar un exèrcit a Kirmanxah, que va saquejar la ciutat i es va apoderar d'aquesta i de la regió. Aprofitant la lluita entre Adil i Ibrahim, Mirza Muhammad Taki es va fer virtualment independent a Kirmanxah. Ibrahim va derrotar i cegar Adil, però, al seu torn, fou mort per les seves mateixes tropes revoltades al cap de dos mesos.
El 1764, Karim Khan Zand va assetjar la ciutat i, després de prop de dos anys de setge, se'n va apoderar quan la fam va començar a fer estralls entre els defensors. Ali Murad Khan en fou nomenat governador. La ciutat no va tornar a tenir cap paper en la resta de la guerra civil.
Amb els qajars, va esdevenir la capital del Kurdistan persa, província separada de la província d'Ardalan (que sovint també s'anomenava Kurdistan i de la qual la capital era Sinna). Alguns europeus ja van veure la seva situació idònia per a un comerç fluid entre Turquia i Pèrsia (1800-1801). El 1801, tenia dotze mil cases (i no menys de 60.000 habitants). Fath Ali Khan va nomenar governador general del Kurdistan-Luristan, el 1806, el seu fill gran, Muhammad Ali Mirza, i en fou llavors una de les províncies més prosperes. El governador tenia un exèrcit propi format en majoria per cavallers kurds i entrenat per oficials francesos. La ciutat de Kirmanxah era una posició contra eventuals atacs otomans. Rivalitzava amb el seu germà Abbas Mirza, wali adh i governador general de l'Azerbaidjan en una eventual futura successió i, per això, va actuar en el seu govern de manera paternalista buscant el suport popular. Sota el seu govern, la ciutat va créixer i es va omplir d'edificacions fins al punt que fou una de les ciutats que tenia més edificis oficials de Pèrsia; també va construir unes muralles amb torres i una rasa d'uns 5 km de circumferència. En la guerra del 1821 contra els otomans, va dirigir operacions afortunades i va ocupar Zuhab i va avançar cap a Bagdad, però una epidèmia de còlera el va aturar i finalment hi va morir ell mateix. La guerra va durar fins al 1823 i l'acord de pau preveia la devolució dels districtes ocupats per les dues parts, retornà la frontera a la que havia estat en època safàvida, però Zuhad va restar dins de Pèrsia; el seu territori fou declarat khalisa i concedit a un cap tribal (el cap dels Guran).
Els governadors que van seguir Muhammad Ali Mirza van exercir sovint amb la idea d'enriquir-se i la vila va entrar en decadència. Una pesta la va afectar el 1830 i va matar 12.000 persones, i unes inundacions van destruir part de la ciutat (17% part) el 1832. Després d'això, van quedar unes deu mil cases (uns 50.000 habitants) i, el 1845, un viatger francès diu que els grans basars estaven buits, que 9 de cada 10 botigues havia tancat i que tres quarts dels habitants havia emigrat (els urbans cap a l'Azerbaidjan i els nòmades a Turquia). A mitjan segle, el cònsol britànic Abbot en parla de cinc mil cases (màxim 30.000 habitants). El 1842, es va crear una comissió persa-otomana per delimitar-ne la frontera, delimitació que es va acabar el 1914 (72 anys després). El 1871, la ciutat va presentar un memorial de greuges contra el governador aprofitant el pas per la ciutat del xa Nàssir-ad-Din Xah Qajar, que anava a Karbala i Nadjaf en peregrinació, però no va obtenir-ne cap resposta. Del 1881 al 1888, la província de Kirmanxah fou reunida amb una supraentitat amb capital a Esfahan sota el govern de Zill al-Sultan. Posteriorment, el govern de Kirmanxah fou donat al millor postor. Des de l'obertura del canal de Suez el 1869 i amb la creació d'un servei de vapors pel Tigris, Kirmanxah va esdevenir lloc d'arribada de mercaderies procedents d'Anglaterra pel riu i de l'Índia britànica pel golf Pèrsic. Diversos prínceps qadjars van governar la ciutat i província, entre els quals Muhammad Husayn Mirza Hishmat al-Dawla (fill de Muhammad Ali Mirza), que va governar-hi uns 12 anys, i Imam Kuli Mirza Imad al-Dawla (un altre fill de Muhammad Ali Mirza), que va exercir-hi durant 21 anys (en els regnats de Muhammad Xah Qajar 1834-1848, i de Nàssir-ad-Din Xah Qajar 1848-1896). Les fortificacions construïdes de Muhammad Ali Mirza havien desaparegut a l'inici del segle xx, però l'activitat s'havia recuperant i el 1914 tenia 60.000 habitants. Un mínim de 150.000 pelegrins a l'any passaven per la ciutat per anar a Nadjaf i Karbala. El 1914, hi havia uns 200 comerciants que venien productes anglesos o francesos o de l'Índia. Una trentena de jueus tenien en les seves mans gran part del comerç exterior.
Durant la revolució constitucional, no va tenir gairebé cap paper; només el 1911 fou ocupada per Salar al-Dawla en nom de l'exxa Muhàmmad-Alí Xah Qajar (1907-1909) i a l'any següent va avançar cap a Teheran amb un exèrcit de majoria kurda, però fou derrotat prop de Hamadan i les forces del govern van recuperar Kermansah. Les lluites van seguir-hi fins a la tardor del 1912 i la ciutat va canviar diverses vegades de mans.
Durant la I Guerra Mundial, fou un dels centres del moviment muhadjarat i s'hi va crear un comitè per la defensa nacional. El desembre de 1915, el comitè central que havia abandonat Teheran cap a Qomm i aquesta ciutat cap a Esfahan, es va retirar a Kermansah. Tot just establert el govern provisional, davant l'avanç rus, el muhadjirun es va retirar (març de 1916). Abans de final d'any, els otomans van ocupar la ciutat però la van evacuar el 1917.
Durant la II Guerra Mundial, va quedar dins la zona britànica i, al final de la guerra, no va poder formar part de la República de Mahabad, proclamada pels kurds en començar el 1946 al territori kurd entre la zona russa i la britànica. Els esdeveniments no van afectar gairebé la ciutat.
Sota el govern del xa, el moviment kurd va viure en la clandestinitat i quan el xa va donar suport a Mustafa Barzani a l'Iraq, aquest va deixar d'ajudar els kurds iranians; un cap kurd iranià, Sulaiman Muini, fou executat per Barzani i lliurat al xa, que va exhibir el seu cos a Kirmanxah i altres ciutats kurdes. El moviment kurd va desaparèixer a l'Iran.
El 1979, després del triomf de la revolució, els kurds demanaven autonomia; els guàrdies revolucionaris van entrar a les ciutats com Mahabad, Paveh, Sanandaj, i es van enfrontar als peixmergues (milicians kurds). A Paveh, van disparar sobre els civils kurds i van fer-hi una massacre; això fou el detonant d'una revolta; els peixmergues es van apoderar de la zona fronterera i de Mahabad. Kirmanxah va ser atacada diverses vegades pels guerrillers. L'esclat de la guerra Iran-Iraq el 1980 va amagar el conflicte que va seguir fins al 1982, però Kirmanxah va patir llavors bombardejos de l'aviació iraquiana i va patir danys, dels quals s'ha anat recuperant.

## Clima
| Temperatures i precipitacions mitjanes de Kermansah, Iran | Temperatures i precipitacions mitjanes de Kermansah, Iran | Temperatures i precipitacions mitjanes de Kermansah, Iran | Temperatures i precipitacions mitjanes de Kermansah, Iran | Temperatures i precipitacions mitjanes de Kermansah, Iran | Temperatures i precipitacions mitjanes de Kermansah, Iran | Temperatures i precipitacions mitjanes de Kermansah, Iran | Temperatures i precipitacions mitjanes de Kermansah, Iran | Temperatures i precipitacions mitjanes de Kermansah, Iran | Temperatures i precipitacions mitjanes de Kermansah, Iran | Temperatures i precipitacions mitjanes de Kermansah, Iran | Temperatures i precipitacions mitjanes de Kermansah, Iran | Temperatures i precipitacions mitjanes de Kermansah, Iran | Temperatures i precipitacions mitjanes de Kermansah, Iran |
| Mes                                                       | Gen                                                       | Feb                                                       | Mar                                                       | Abr                                                       | Mai                                                       | Jun                                                       | Jul                                                       | Ago                                                       | Set                                                       | Oct                                                       | Nov                                                       | Des                                                       | Any                                                       |
| --------------------------------------------------------- | --------------------------------------------------------- | --------------------------------------------------------- | --------------------------------------------------------- | --------------------------------------------------------- | --------------------------------------------------------- | --------------------------------------------------------- | --------------------------------------------------------- | --------------------------------------------------------- | --------------------------------------------------------- | --------------------------------------------------------- | --------------------------------------------------------- | --------------------------------------------------------- | --------------------------------------------------------- |
| Mitjana més altes °C (°F)                                 | 2 (37)                                                    | 7 (45)                                                    | 13 (56)                                                   | 18 (66)                                                   | 25 (77)                                                   | 32 (90)                                                   | 36 (97)                                                   | 36 (97)                                                   | 31 (88)                                                   | 23 (75)                                                   | 15 (60)                                                   | 8 (47)                                                    | 21 (70)                                                   |
| Mitjana més baixes °C (°F)                                | -3 (25)                                                   | -1 (29)                                                   | 3 (38)                                                    | 8 (47)                                                    | 12 (54)                                                   | 16 (62)                                                   | 22 (72)                                                   | 20 (69)                                                   | 16 (62)                                                   | 12 (54)                                                   | 5 (41)                                                    | 1 (34)                                                    | 10 (50)                                                   |
| Precipitació cm (inches)                                  | 6.5 (2.6)                                                 | 6.1 (2.4)                                                 | 8.6 (3.4)                                                 | 7 (2.8)                                                   | 3.6 (1.4)                                                 | 0.1 (0.1)                                                 | 0.1 (0.1)                                                 | 0.1 (0.1)                                                 | 0.1 (0.1)                                                 | 2.6 (1)                                                   | 5.1 (2.0)                                                 | 6.6 (2.6)                                                 | 48,5 (18,6)                                               |
| Font: Weatherbase                                         |                                                           |                                                           |                                                           |                                                           |                                                           |                                                           |                                                           |                                                           |                                                           |                                                           |                                                           |                                                           |                                                           |
| Font #2: Airport Weather Guide                            |                                                           |                                                           |                                                           |                                                           |                                                           |                                                           |                                                           |                                                           |                                                           |                                                           |                                                           |                                                           |                                                           |

## Galeria d'imatges

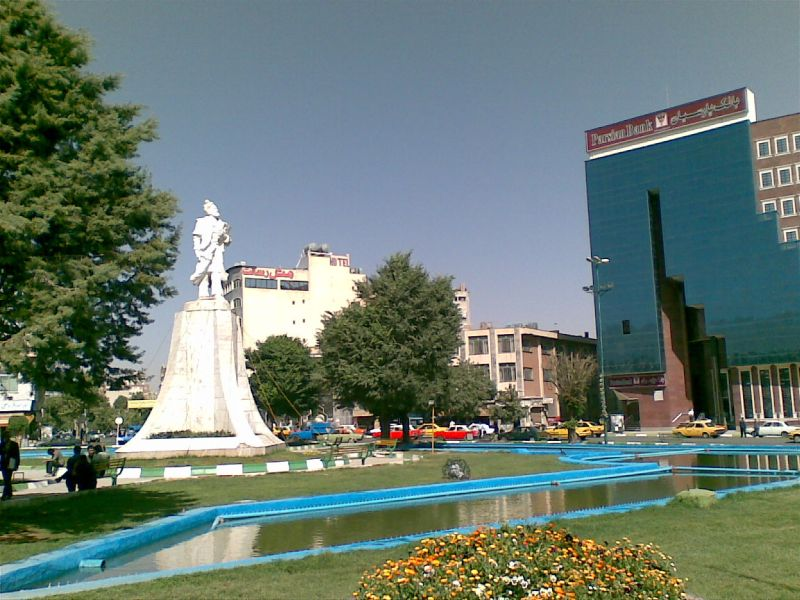
Plaça Ferdowsi.
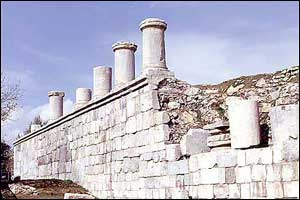
Temple d'Anahita a Kangavar.
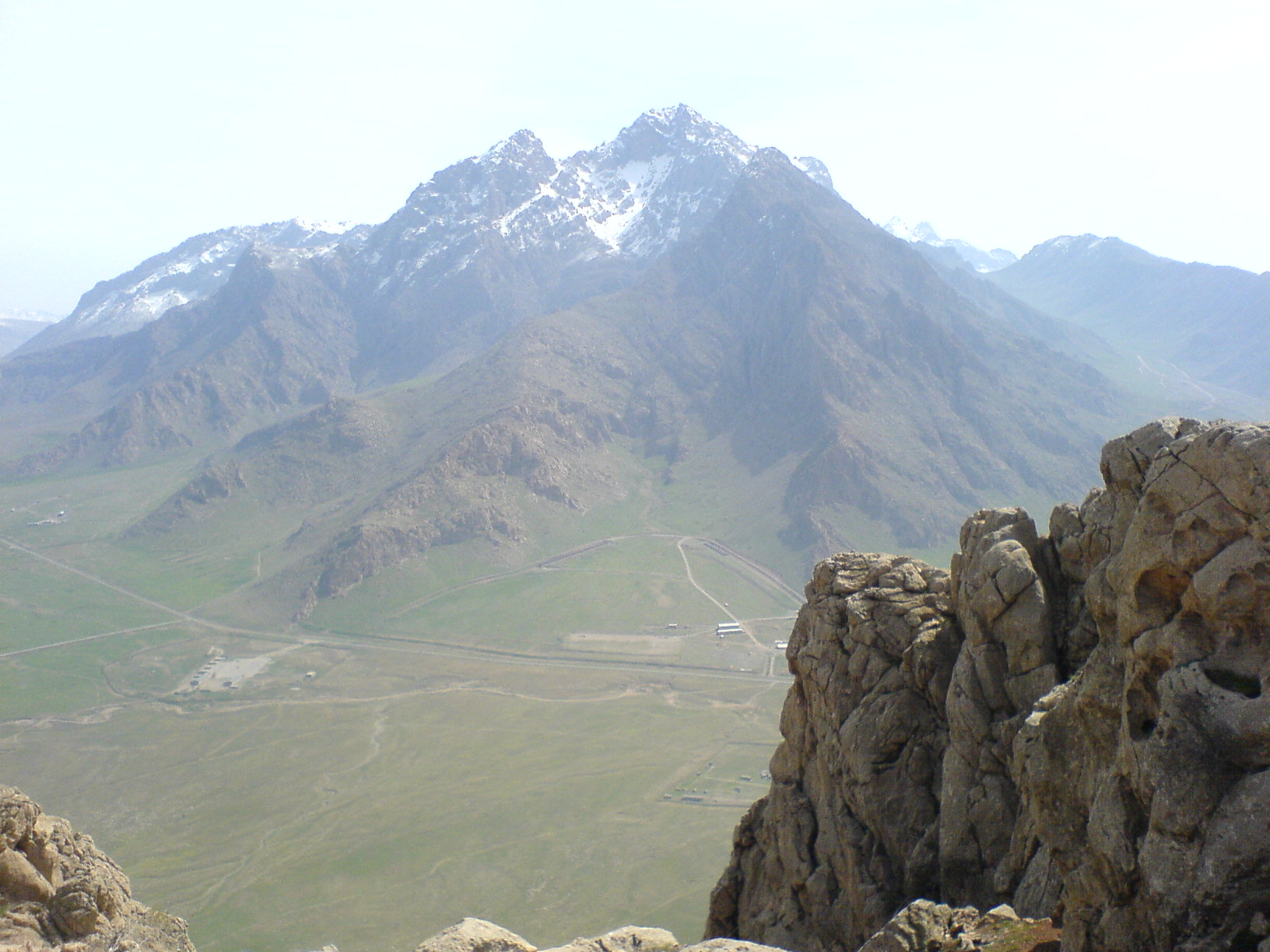
Mont Parau.
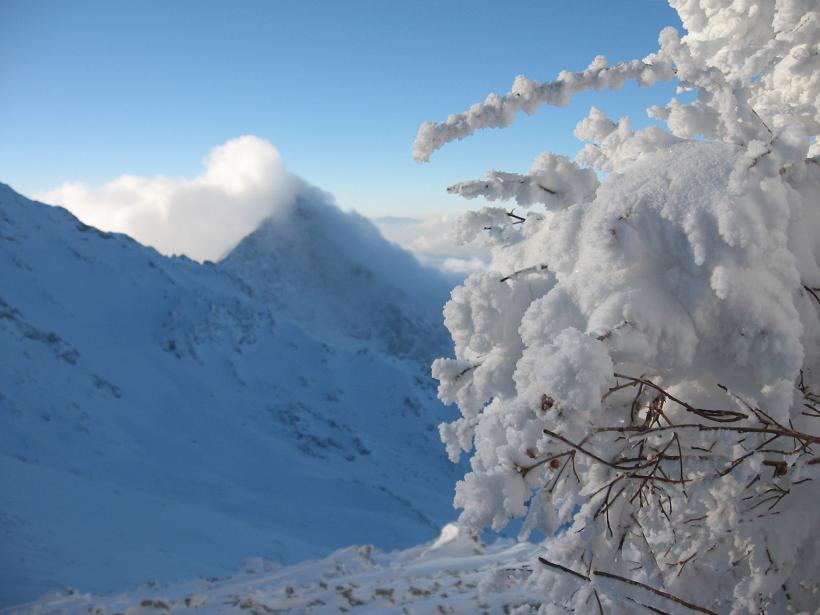
Mont Dalekhani.
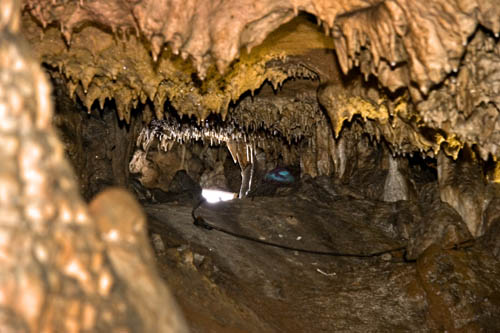
Cova Ghouri Ghaleh
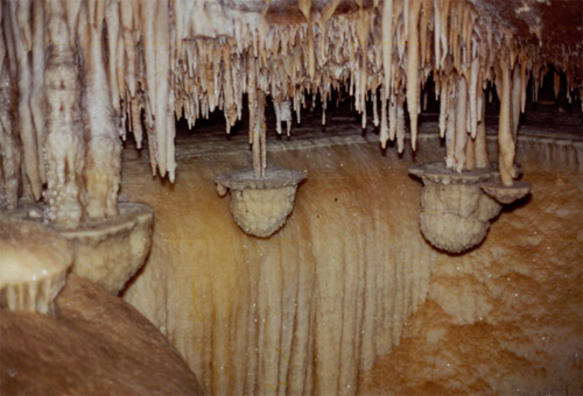
Cova Ghouri Ghaleh
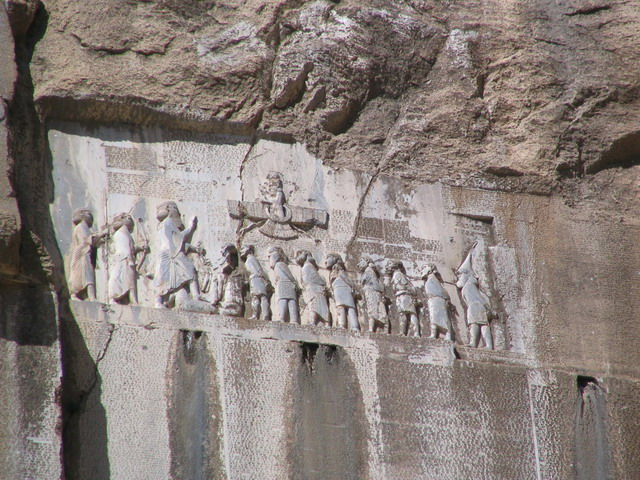
Inscripció de Bisutun[fn 2]
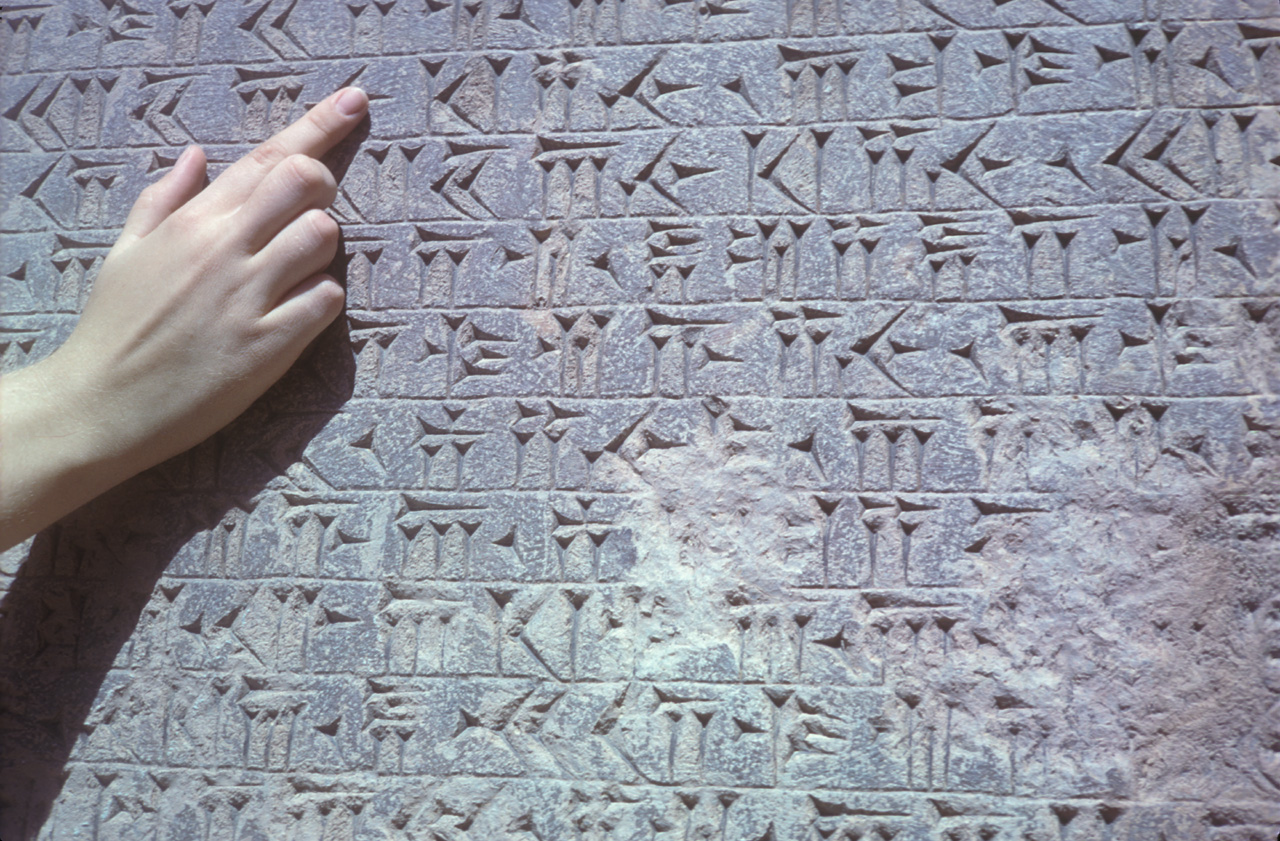
Inscripció de Bisutun
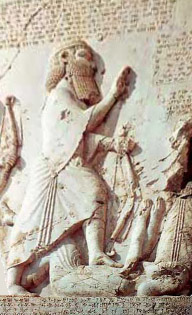
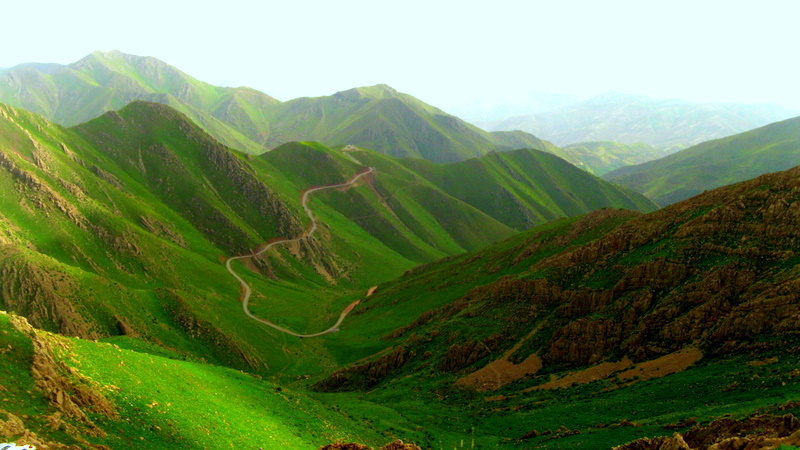
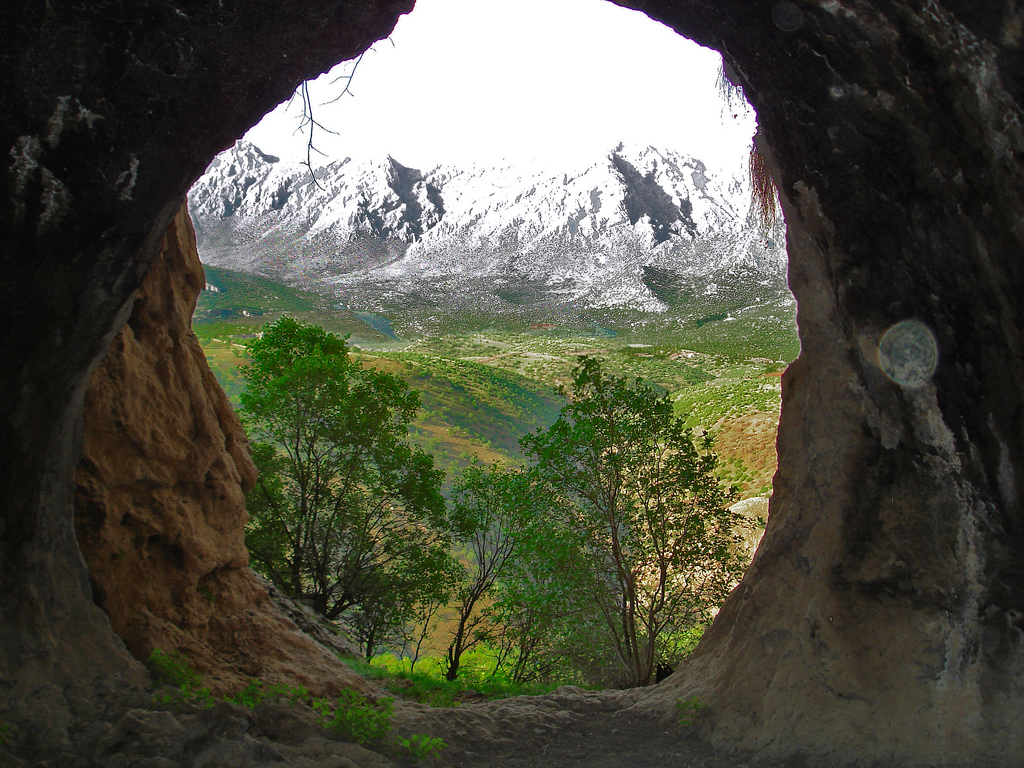
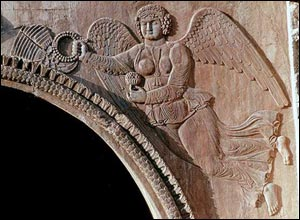
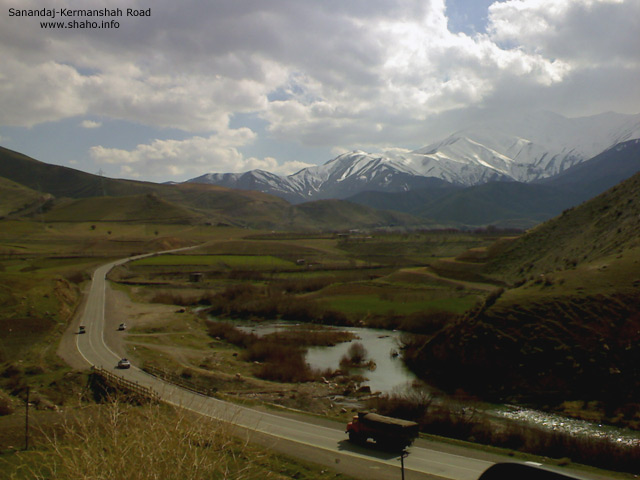

## Nascut a Kermansah
- Payam Feili (1985), escriptor gai perseguit, que va fugir cap a Israel